# رولف ويلي هانسن
رولف ويلي هانسن هو دبلوماسي نرويجي، ولد في 17 أبريل 1949.